# Kate Katzki
Kate Katzki (geboren als Käthe Schiffmann 27. August 1910 in Herne; gestorben 18. Dezember 2002 in New York City) war eine deutschamerikanische Sozialarbeiterin und Funktionärin verschiedener Hilfsorganisationen.

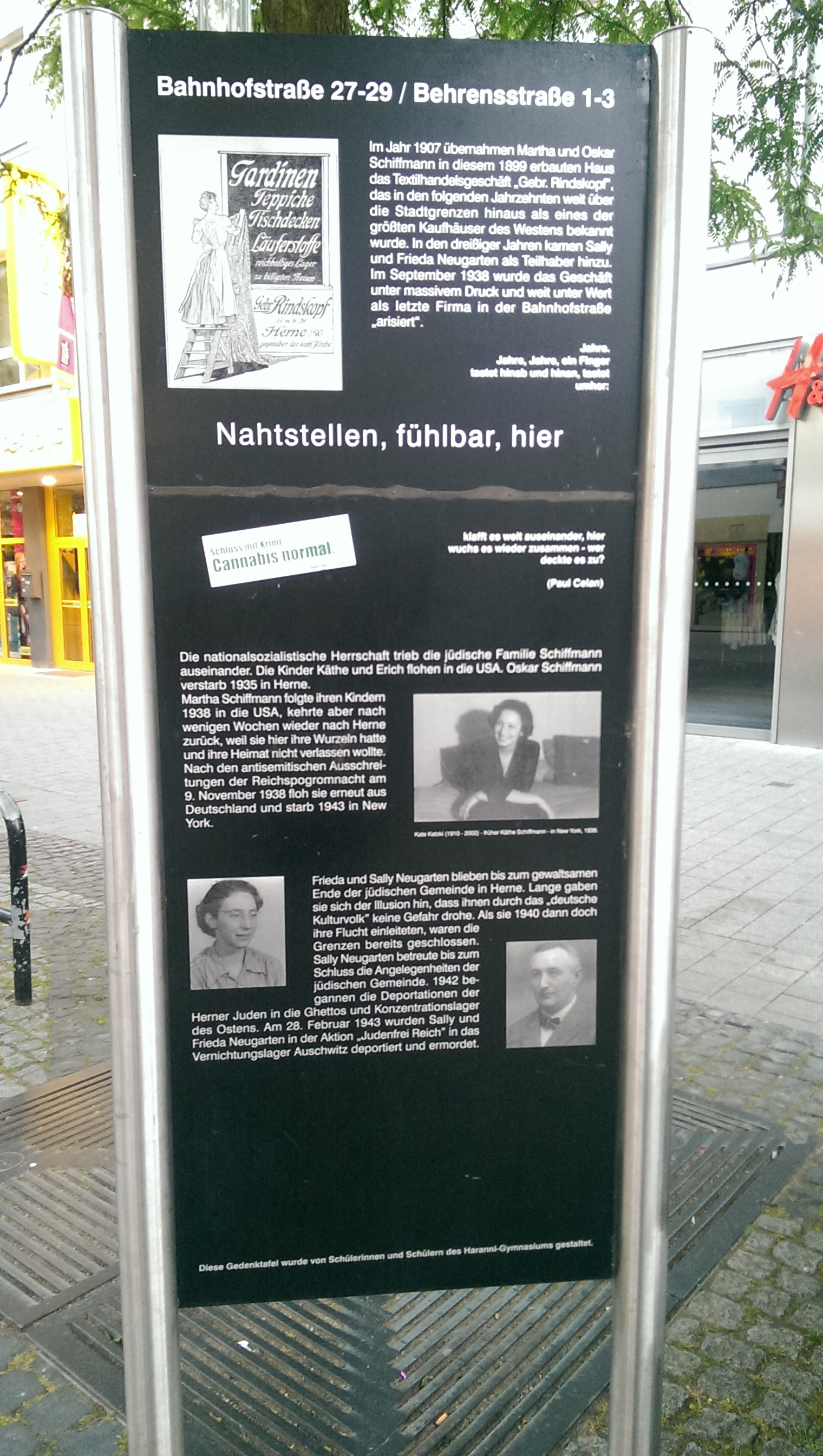
Gedenktafel in Herne (mittleres Foto)

## Leben
Käthe Schiffmann war eine Tochter des Kaufmanns Oscar Schiffmann und der Martha Lilienthal. Sie hatte einen älteren Bruder. Schiffmann begann 1930 ein Studium in München, Lausanne, Berlin und Leipzig, das sie 1933 als Jüdin abbrechen musste. Sie heiratete 1933 den Internisten Walter H. Mandel. Beide flohen nach der Machtübergabe an die Nationalsozialisten im Folgejahr 1934 in die USA, wo sie sich als Hausangestellte durchschlug. Im Jahr 1938 fand sie Arbeit bei der jüdischen Hilfsorganisation Joint Distribution Committee (JDC) in New York City.  In zweiter Ehe war sie ab 1940 mit dem amerikanischen JDC-Mitarbeiter Herbert Katzki verheiratet, sie hatten eine frühverstorbene Tochter. Katzki studierte ab 1940 nebenher Sozialarbeit am Hunter College und an der School of Social Work der Columbia University.
1946 ging sie für den JDC nach Belgien, leistete Flüchtlingsarbeit und kümmerte sich um den Wiederaufbau jüdischen Lebens in den Benelux-Staaten. 1956 wechselte sie nach Wien und unterstützte die dortigen Flüchtlinge nach dem gescheiterten Volksaufstand in Ungarn. Sie hielt Vorlesungen an der Paul Baerwald School in Versailles und an anderen Sozialarbeitsschulen in Westeuropa. Nach ihrer Rückkehr in die USA wurde sie 1967 Angestellte beim International Council on Social Welfare (ICSW), war von 1968 bis 1978 dessen Direktorin und danach in ihrem Ruhestand noch Repräsentantin des ICSW bei der UNO in New York City. Sie wurde mit dem René-Sand-Preis ausgezeichnet.

## Schriften (Auswahl)
- Uprooted children migrants and refugees ; the role of nongovernmental organizations. Wingspread Conference, Racine, Wis.; November 1978